# Hitzkirch–Seematte
Hitzkirch–Seematte est le nom d'un site palafittique préhistorique des Alpes, situé sur les rives du lac de Baldegg sur la commune de Hitzkirch dans le canton de Lucerne, en Suisse.